# Action de groupe (mathématiques)
Pour les articles homonymes, voir Action de groupe.
En mathématiques, une action d'un groupe sur un ensemble est une loi de composition externe du groupe sur l'ensemble, vérifiant des conditions supplémentaires. Plus précisément, c'est la donnée, pour chaque élément du groupe, d'une permutation de l'ensemble, de telle manière que toutes ces bijections se composent de façon compatible avec la loi du groupe.

## Définition
Étant donné un ensemble E et un groupe G, dont la loi est notée multiplicativement et dont l'élément neutre est noté e, une action (ou opération) de G sur E est une loi de composition externe :

{\displaystyle {\begin{aligned}G\times E&\ \longrightarrow \ E\\(g,x)\ &\ \longmapsto \ g\cdot x\end{aligned}}}

vérifiant chacune des 2 propriétés suivantes :
1. {\displaystyle \ \ \forall x\in E\quad e\cdot x=x} ;

2. {\displaystyle \ \ \forall (g,g')\in G^{2}\quad \forall x\in E\quad g'\cdot \underbrace {(g\cdot x)} _{\in E}=\underbrace {(g'g)} _{\in G}\cdot x}.

On dit également que G opère (ou agit) sur l'ensemble E. Il est important de bien vérifier que l'ensemble E est stable sous l'action du groupe G.
On peut exprimer la définition, de manière équivalente, une action (ou opération) de G sur E est une application  surjective :

{\displaystyle {\begin{aligned}G\times E&\ \longrightarrow \ E\\(g,x)\ &\ \longmapsto \ g\cdot x\end{aligned}}}
vérifiant la propriété :
```

  

    

      

        
 

        
 

        
∀

        
(

        
g

        
,

        

          
g

          
′

        

        
)

        
∈

        

          
G

          

            
2

          

        

        

        
∀

        
x

        
∈

        
E

        

        

          
g

          
′

        

        
⋅

        

          

            

              

                
(

                
g

                
⋅

                
x

                
)

              

              
⏟

            

          

          

            
∈

            
E

          

        

        
=

        

          

            

              

                
(

                

                  
g

                  
′

                

                
g

                
)

              

              
⏟

            

          

          

            
∈

            
G

          

        

        
⋅

        
x

      

    

    
{\displaystyle \ \ \forall (g,g')\in G^{2}\quad \forall x\in E\quad g'\cdot \underbrace {(g\cdot x)} _{\in E}=\underbrace {(g'g)} _{\in G}\cdot x}

  

.
```

Ce qui conduit à un point de vue équivalent consistant à dire que le groupe G opère sur l'ensemble E si l'on dispose d'un morphisme de groupes, dit associé à l'action, {\displaystyle \phi :G\to {\rm {S}}_{E}}, du groupe G dans le groupe symétrique SE de l'ensemble E. Un tel morphisme est appelé une représentation du groupe G.
Ce morphisme est lié à l'action par {\displaystyle g\cdot x=(\phi (g))(x)} pour tout {\displaystyle g\in G,x\in E}.
Dans le cas où l'ensemble E est muni d'une structure supplémentaire (algébrique, topologique, géométrique), on peut se limiter aux morphismes {\displaystyle \phi } tels que {\displaystyle \phi (g)} préserve cette structure pour tout {\displaystyle g\in G}; ces actions sont appelées actions par automorphismes (pour cette structure). Par exemple, si E est un espace vectoriel, et on exige que {\displaystyle \phi } soit à valeurs dans GL(E), on parle d'une action linéaire de G sur E.

## Exemples
- Un groupe opère sur lui-même de deux manières fondamentales :
  - par translations à gauche ; cette action est simplement transitive, c'est-à-dire libre et transitive :
{\displaystyle G\times G\rightarrow G,\ (g,x)\mapsto gx} ;
  - par automorphismes intérieurs, action aussi appelée par conjugaison :
{\displaystyle G\times G\rightarrow G,\ (g,x)\mapsto gxg^{-1}}:
- Le groupe symétrique d'un ensemble E opère naturellement sur E ; cette action est fidèle et transitive :
{\displaystyle {\rm {S}}_{E}\times E\rightarrow E,\ (\sigma ,x)\mapsto \sigma (x)}.
- Plus généralement, un groupe de permutations G d'un ensemble E (c'est-à-dire un sous-groupe du groupe symétrique de E) opère sur E par 
{\displaystyle G\times E\rightarrow E,\ (\sigma ,x)\mapsto \sigma (x)}. Cette opération est appelée l'opération naturelle du groupe de permutations G. Elle est fidèle mais pas forcément transitive.
- Tout groupe G agissant sur un ensemble E agit naturellement sur l'ensemble des parties de E, par
{\displaystyle G\times {\mathcal {P}}(E)\to {\mathcal {P}}(E),\ (g,A)\mapsto g\cdot A:=\{g\cdot x\mid x\in A\}}[1].
- Le groupe orthogonal (resp. unitaire) d'un espace euclidien (resp. espace hermitien) E opère sur sa sphère unité :
  - {\displaystyle O(E)\times S\rightarrow S,\ (u,x)\mapsto u(x)} ;
  - {\displaystyle U(E)\times S\rightarrow S,\ (u,x)\mapsto u(x)}.
- Le groupe linéaire d'un espace vectoriel E opère sur l'ensemble {\displaystyle \eth } de ses bases ; cette action est simplement transitive :
{\displaystyle GL(E)\times \eth \to \eth ,\ (f,(e_{i})_{i\in I})\mapsto (f(e_{i}))_{i\in I}}.
- Le groupe projectif linéaire (ou groupe des homographies) {\displaystyle \mathbb {PGL} (E)} d'un espace projectif ℙ(E) opère sur l'ensemble {\displaystyle {\mathcal {F}}} de ses faisceaux harmoniques :
{\displaystyle \mathbb {PGL} (E)\times {\mathcal {F}}\rightarrow {\mathcal {F}},\ (\phi ,F)\mapsto \phi (F)}.
- Le groupe symétrique d'indice p opère sur l'ensemble des formes p-linéaires par :
{\displaystyle {\begin{array}{ccl}{\rm {S}}_{p}\times {\mathcal {L}}_{p}&\rightarrow &{\mathcal {L}}_{p}\\(\sigma ,\varphi )&\mapsto &\sigma \cdot \varphi :=(x_{1},\ldots ,x_{p})\mapsto \varphi (x_{\sigma (1)},\ldots ,x_{\sigma (p)}).\end{array}}}
- Le groupe de Galois d'un polynôme opère sur l'ensemble de ses racines.
- Tout groupe de type fini agit naturellement sur le graphe de Cayley associé à n'importe laquelle de ses parties génératrices finies.

## Actions à droite, actions à gauche
Tous les exemples du paragraphe précédent sont des actions à gauche. Mais il est utile
de considérer aussi les actions à droite. On aura une action à droite si
{\displaystyle \forall (g,g')\in G^{2}\quad \forall x\in E\quad (x\cdot g)\cdot g'=x\cdot (gg')}.
Ainsi, un groupe G opère sur lui-même à droite par translations à droite.
Il est bien sûr naturel et commode de noter
{\displaystyle (x,g)\mapsto x\cdot g}
une action à droite.
Le groupe opposé du groupe symétrique SE est l'ensemble des permutations de E muni de la loi de composition {\displaystyle \ (f,g)\mapsto f\star g=g\circ f}. À une action à droite d'un groupe G sur un ensemble E, il correspond un homomorphisme de G dans l'opposé de SE. Cet homomorphisme applique un élément g de G sur la permutation x ↦ x⋅g de E.
Commentaire. La notation fonctionnelle en usage aujourd'hui conduit naturellement à privilégier les actions à gauche.
La notation exponentielle (utilisée par exemple par Emil Artin dans son livre sur les algèbres géométriques), où ce que nous notons {\displaystyle \phi (x)} s'écrit {\displaystyle x^{\phi }}, conduirait à privilégier les actions à droite.

## Orbites, stabilisateurs et points fixes

### Orbite
On définit l'orbite d'un élément x de E par
 {\displaystyle O_{x}=\left\{y\in E\mid \exists g\in G:y=g\cdot x\right\}}.

L'orbite de x est l'ensemble des éléments de E associés à x sous l'action de G. La relation « y est dans l'orbite de x » est une relation d'équivalence sur E ; les classes d'équivalence sont les orbites.
En particulier, les orbites forment une partition de E.

### Stabilisateur d'un élément
Le stabilisateur (ou sous-groupe d'isotropie) d'un élément x de E sous l'action de G est l'ensemble
{\displaystyle G_{x}=\mathrm {St} _{x}{\stackrel {\text{def}}{=}}\left\{g\in G\mid g\cdot x=x\right\}}
des éléments qui laissent x invariant sous leur action.
C'est un sous-groupe de G. Les stabilisateurs de deux éléments de la même orbite sont conjugués via la formule :
{\displaystyle \mathrm {St} _{g\cdot x}=g\,\mathrm {St} _{x}\,g^{-1}}.
En particulier :
- ils sont isomorphes donc équipotents ;
- ils ont le même indice.

D'ailleurs, l'application
{\displaystyle \left\{{\begin{array}{ccc}G/\mathrm {St} _{x}&\rightarrow &O_{x}\\{\bar {g}}&\mapsto &g\cdot x\end{array}}\right.}

est une bijection de {\displaystyle G/\mathrm {St} _{x}} sur {\displaystyle O_{x}}, si bien que l'indice du stabilisateur de n'importe quel point d'une orbite est égal au cardinal de cette orbite (cette propriété sera rappelée plus bas sous le nom de « formule des classes ».)

### Points fixes d'un élément du groupe
On peut définir, de manière analogue, l'ensemble Fixg des points fixés par un élément g du groupe G comme l'ensemble des éléments de E invariants sous l'action de g :
{\displaystyle \mathrm {Fix} _{g}{\stackrel {\text{def}}{=}}\left\{x\in E\mid g\cdot x=x\right\}}.

### Stabilisateur d'une partie A de E
L'ensemble des g de G tels que g⋅A = A est appelé stabilisateur de A sous G et noté stab(A) ; c'est le stabilisateur de l'élément A de {\displaystyle {\mathcal {P}}(E)}, pour l'action (de G) sur {\displaystyle {\mathcal {P}}(E)} naturellement associée à celle sur E.
Une méthode pour réussir le Rubik's cube (méthode Fridrich) consiste à réaliser les deux premières couronnes, puis à orienter les cubes de la dernière couronne pour avoir la face supérieure et enfin à permuter les cubes (Permute Last Layer). On peut ainsi noter Pll le stabilisateur des deux premières couronnes et de la dernière face. La nature de groupe apparaît naturellement : si l'on compose deux algorithmes Pll par exemple, on en obtient un  autre.
Ainsi, le cube de Rubik permet d'illustrer la notion d'action de groupe sur un ensemble.

## Caractéristiques des actions de groupe

### Action transitive
Une action est dite transitive si elle possède une et une seule orbite. Une action d'un groupe G sur un ensemble E est donc transitive si et seulement si E n'est pas vide et que deux éléments quelconques de E peuvent être envoyés l'un sur l'autre par l'action d'un élément du groupe :
Plus généralement, une action sur un ensemble E (d'au moins n éléments) est dite n-transitive si l'action correspondante sur l'ensemble des n-uplets d'éléments distincts est transitive, c'est-à-dire si pour n points distincts x1, … , xn et n points distincts y1, … , yn, quelconques dans E, il existe toujours au moins un élément g du groupe tel qu'on ait à la fois g·x1 = y1, … , g·xn = yn.
L'action est dite strictement n-transitive si, de plus, un tel g est toujours unique, autrement dit si l'action sur les n-uplets d'éléments distincts est simplement transitive.
Un groupe de permutations est dit transitif (resp. n-transitif, resp. strictement n-transitif) si son opération naturelle est transitive (resp. n-transitive, resp. strictement n-transitive).
Il résulte de la classification des groupes simples finis que les seuls groupes de permutations 4-transitifs sont les groupes symétrique et alterné (de degré ≥ 4 et ≥ 6 respectivement) et les groupes de Mathieu M24, M23, M12 et M11 : de plus, M24 et M12 sont 5-transitifs.
Jordan avait prouvé en 1873 que les seuls groupes de permutation strictement 6-transitifs sont les groupes symétriques de degrés 6 et 7 et le groupe alterné de degré 8.

### Action libre
Une action est dite libre si tous les stabilisateurs sont réduits au neutre, autrement dit si tout élément différent du neutre agit sans point fixe : {\displaystyle \forall x\in E\quad {\rm {St}}_{x}=\{e\}}.

### Action fidèle
Une action est dite fidèle (on dit parfois aussi effective) si l'intersection de tous les stabilisateurs est réduite au neutre, autrement dit si seul le neutre fixe tous les points. 
Une action libre est fidèle.
De façon équivalente, une action est fidèle si le morphisme
{\displaystyle {\begin{array}{ccccc}\phi &:&G&\to &{\rm {S}}_{E}\\&&g&\mapsto &\phi (g)\\\end{array}}}

défini par {\displaystyle (\phi (g))(x)=g\cdot x} est injectif.

### Action simplement transitive
Une action est dite simplement transitive si elle est à la fois transitive et libre. Autrement dit, deux éléments quelconques de l'espace sont envoyés l'un sur l'autre par un et un seul élément du groupe :
Par exemple, l'action d'un groupe sur lui-même par translations à gauche (ou à droite) est simplement transitive.
Une action fidèle et transitive d'un groupe abélien est simplement transitive. En effet, plus généralement, pour toute action transitive d'un groupe G, les orbites d'un sous-groupe normal sont permutées par G donc sont toutes de même cardinal (donc sont des singletons si ce sous-groupe fixe un point).
Une action transitive d'un groupe fini G sur un ensemble X est simplement transitive si et seulement si G et X ont même cardinal.

### Action continue
Si G est un groupe topologique et X un espace topologique, l'action est dite continue si l'application correspondante G×X → X, (g, x) ↦ g⋅x est continue, G×X étant muni de la topologie produit. L'espace X/G des orbites est alors muni d'une topologie quotient et l'application X → X/G est ouverte. Si X/G est compact, l'action est dite cocompacte.
L'action est dite propre si l'application G×X → X×X, (g, x) ↦ (g⋅x, x) est propre. L'espace des orbites est alors séparé. Une action continue propre d'un groupe discret est dite proprement discontinue (en). Lorsque G est localement compact et X séparé, l'action est propre si et seulement si deux points quelconques x et y de X possèdent toujours des voisinages Vx et Vy tels que Vy ne rencontre gVx que pour un ensemble relativement compact d'éléments g de G. Lorsque G est séparé et X localement compact, une action continue est propre si et seulement si, pour tout compact K de X, le fermé des éléments g de G pour lesquels gK rencontre K est compact. Si G est un groupe compact, ces conditions de (relative) compacité de parties de G sont automatiquement vérifiées. Si G est un groupe discret, elles équivalent à la finitude des parties considérées.

## Formule des classes, formule de Burnside
À travers les notions d'orbite et de stabilisateur, les actions de groupe sont un outil commode en combinatoire. D'autre part, un certain nombre de propriétés concernant la structure de certains groupes peuvent être démontrées par des arguments de dénombrement.
Deux identités reviennent fréquemment, en particulier lorsque le groupe G est fini.
- La formule des classes affirme (voir supra) que le cardinal de toute orbite {\displaystyle \omega } est égal à l'indice dans G du stabilisateur de n'importe quel point x de {\displaystyle \omega }. En particulier, si G est fini :{\displaystyle \mathrm {card} ~O_{x}={\frac {\mathrm {card} ~G}{\mathrm {card} ~{\rm {St}}_{x}}}}.Par suite, si l'on désigne par Ω l'ensemble des orbites et par {\displaystyle c_{\omega }} l'ordre commun des stabilisateurs des éléments de l'orbite {\displaystyle \omega }, un corollaire de la formule des classes est (toujours sous l'hypothèse que G est fini) :{\displaystyle \mathrm {card} ~E=\sum _{\omega \in \Omega }\mathrm {card} ~\omega \ ={\mathrm {card} ~G}\ \sum _{\omega \in \Omega }{\frac {1}{c_{\omega }}}}.
- La formule de Burnside[15],[16],[17] affirme pour sa part que {\displaystyle \mathrm {card} ~\Omega \times \mathrm {card} ~G=\sum _{g\in G}\mathrm {card} ~\mathrm {Fix} _{g}}. En particulier, si G est fini :
  - le nombre d'orbites est :{\displaystyle \mathrm {card} ~\Omega ={\frac {1}{\mathrm {card} ~G}}\sum _{g\in G}\mathrm {card} ~\mathrm {Fix} _{g}} ;
  - si G agit transitivement sur un ensemble non vide, alors la moyenne du nombre de points fixes des éléments du groupe G est égale à 1.

## Actions équivalentes et quasi équivalentes
Soit G un groupe opérant (à gauche) sur un ensemble X et sur un ensemble Y. Nous dirons que ces deux opérations sont équivalentes s'il existe une bijection f de X sur Y telle que, pour tout élément g de G et tout élément x de X, on ait
où les points représentent respectivement les opérations de G sur X et sur Y.
Soit maintenant G un groupe opérant (à gauche) sur un ensemble X, soit H un groupe opérant (à gauche) sur un ensemble Y. On dit que ces deux actions sont quasi équivalentes ou encore isomorphes s'il existe une bijection f de X sur Y et un isomorphisme de groupes σ de G sur H tels que, pour tout élément g de G et tout élément x de X, on ait
où les points représentent respectivement l'opération de G sur X et celle de H sur Y.
Cela revient à dire que si f* désigne l'isomorphisme s ↦ f ∘ s ∘ f−1 de SX sur SY, si φ désigne l'homomorphisme de groupes de G dans SX correspondant à l'action de G sur X, si ψ désigne l'homomorphisme de groupes de H dans SY correspondant à l'action de H sur Y, alors
Dans le cas particulier où G = H et où σ est l'isomorphisme identité de G, on retrouve l'équivalence de deux opérations d'un même groupe.
Si deux actions sont quasi équivalentes, l'ensemble des orbites de la première est équipotent à l'ensemble des orbites de la seconde. Plus précisément, on peut mettre les orbites de la première en correspondance biunivoque avec les orbites de la seconde de façon que deux orbites mises en correspondance aient toujours le même cardinal (à une orbite de la première action, faire correspondre son image par la bijection f considérée plus haut). En particulier, deux actions quasi équivalentes sont toutes deux transitives ou toutes deux non transitives. Il en est de même des propriétés de transitivité multiple, de fidélité, etc.

## Action d'un groupe sur un groupe par automorphismes
Soient G et H deux groupes. Supposons qu'une action G × H → H : (g, h) ↦ g⋅h de G sur (l'ensemble sous-jacent de) H possède la propriété suivante :
pour tout élément g de G, pour tous éléments h, k de H, g⋅(h*k) = (g⋅h)∗(g⋅k),
où l'astérisque représente la loi du groupe H. Cela revient à dire que pour tout élément g de G, la permutation h ↦ g⋅h de H est un automorphisme du groupe H. On dit alors que l'action de G sur H est une action par automorphismes. Dans ce cas, l'homomorphisme de G dans SH associé à l'action prend ses valeurs dans le groupe Aut(H) des automorphismes de H. Une action de G sur H par automorphismes peut donc être assimilée à un homomorphisme de G dans Aut(H).
Par exemple, l'action d'un groupe sur lui-même par conjugaison est une action par automorphismes (intérieurs).
Soit G un groupe opérant par automorphismes sur un groupe H, soit G1 un groupe opérant par automorphismes sur un groupe H1. On dit que ces deux actions sont quasi équivalentes comme actions par automorphismes (et non seulement comme actions de groupes sur ensembles) s'il existe un isomorphisme (et non seulement une bijection) f de H sur H1 et un isomorphisme de groupes σ de G sur G1 tels que, pour tout élément g de G et tout élément x de X, on ait
où les points représentent respectivement l'opération de G sur H et celle de G1 sur H1.
Les actions de groupe sur groupe par automorphismes permettent de définir le produit semi-direct (externe) d'un groupe par un autre.